# Lonchoptera nevadica
Espèce
Lonchoptera nevadica est une espèce de diptères de la famille des Lonchopteridae.